# Parco delle cascate di Molina
Il parco delle cascate di Molina è un parco naturale situato a Fumane (provincia di Verona), nella frazione di Molina. È famoso per le sue cascate.

## Descrizione

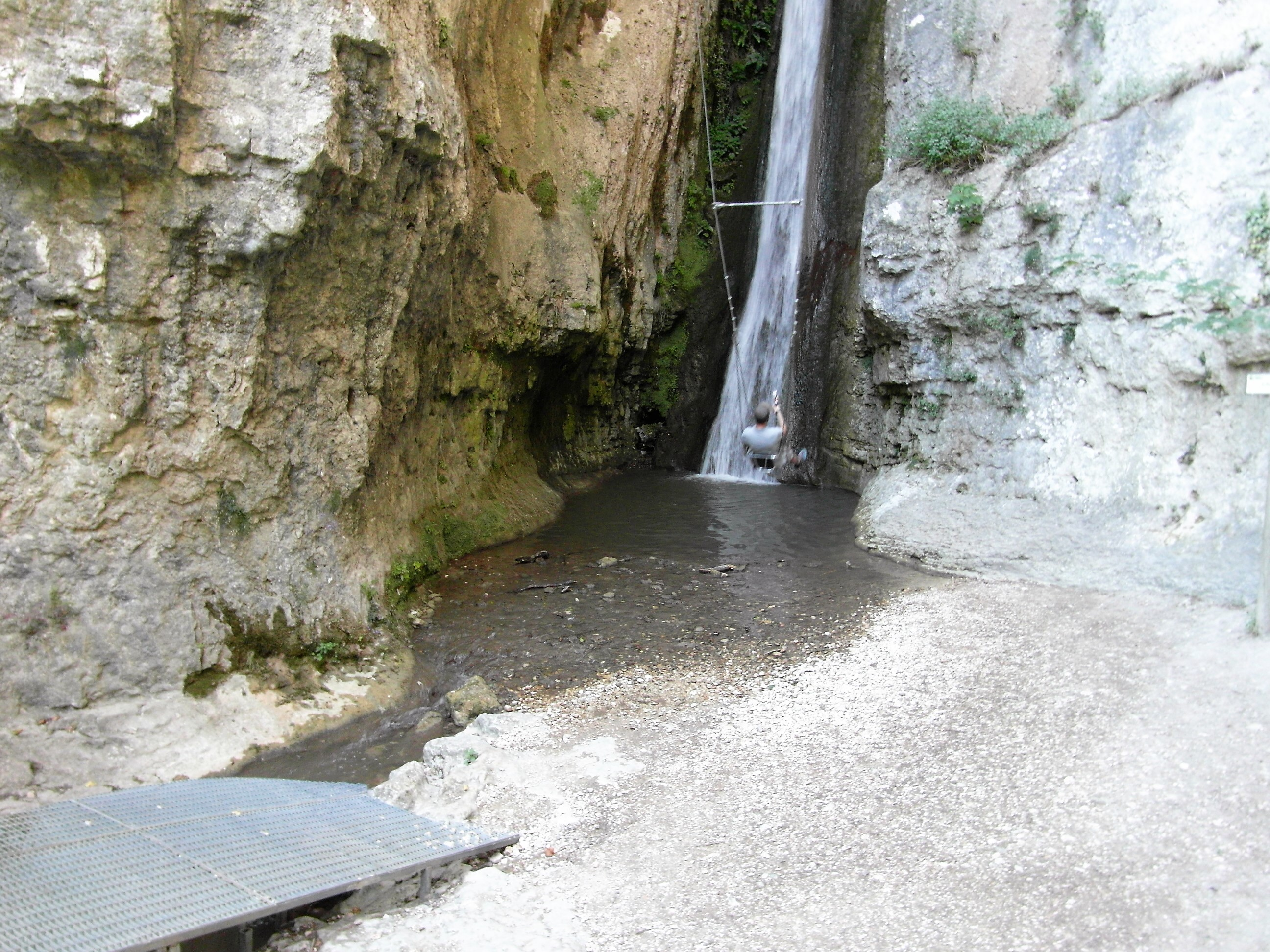
L'altalena

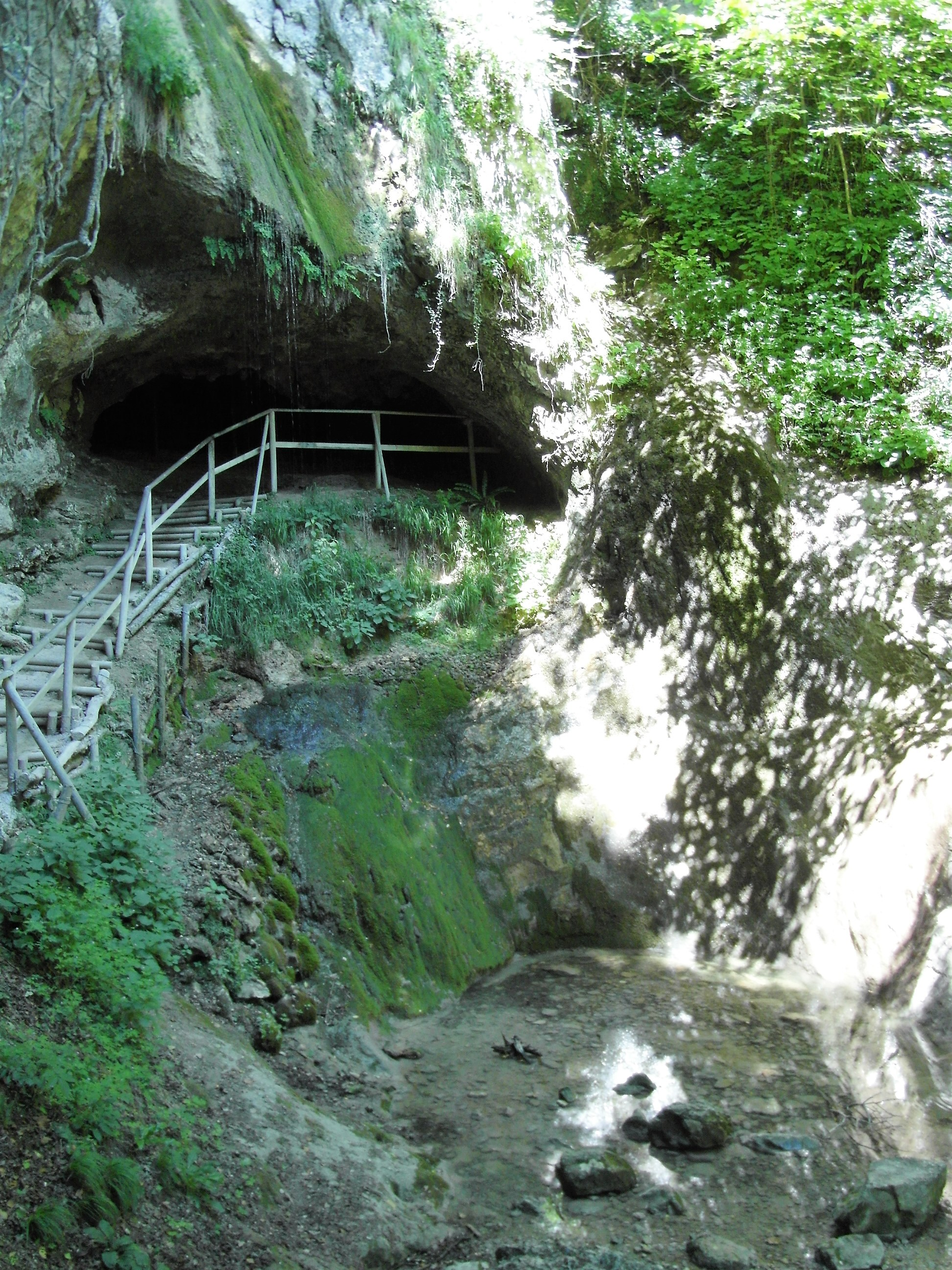
Il sentiero che conduce alla grotta delle tette more

Il parco si trova in località Vaccarole e si estende su circa 80.000 m².
La formazione di questa zona avvenne nell'era cenozoica (25-30 milioni di anni fa) con l'emersione delle rocce che furono così esposte all'azione degli agenti atmosferici che le modellarono. 
La zona del parco comprende l'ultimo tratto della vallata di Molina con la confluenza della val Cesara e del vaio della Scalucce.
Questo territorio è particolare per la grande presenza di acqua che ha portato al formarsi di numerose cascate e torrenti che scorrono accanto alle rocce. Il torrente scorre lungo la gola a tratti lento, formando anche piccoli laghetti di color verde, e a tratti in maniera più vigorosa a formare suggestive e fragorose cascate.
Il parco offre tre diversi sentieri a seconda dell'impegno necessario a percorrerli:
- verde: lungo 1,2 km e percorribile in 30 minuti;
- rosso: lungo 2,3 km e percorribile in 1 ora;
- nero: lungo 3,6 km e percorribile in 2 ore.

Tutti gli itinerari sono percorribili a piedi e ben segnalati e con ottima manutenzione Il parco è aperto tutti i giorni da aprile a settembre e nei festivi da ottobre a marzo.

## Elenco delle attrazioni

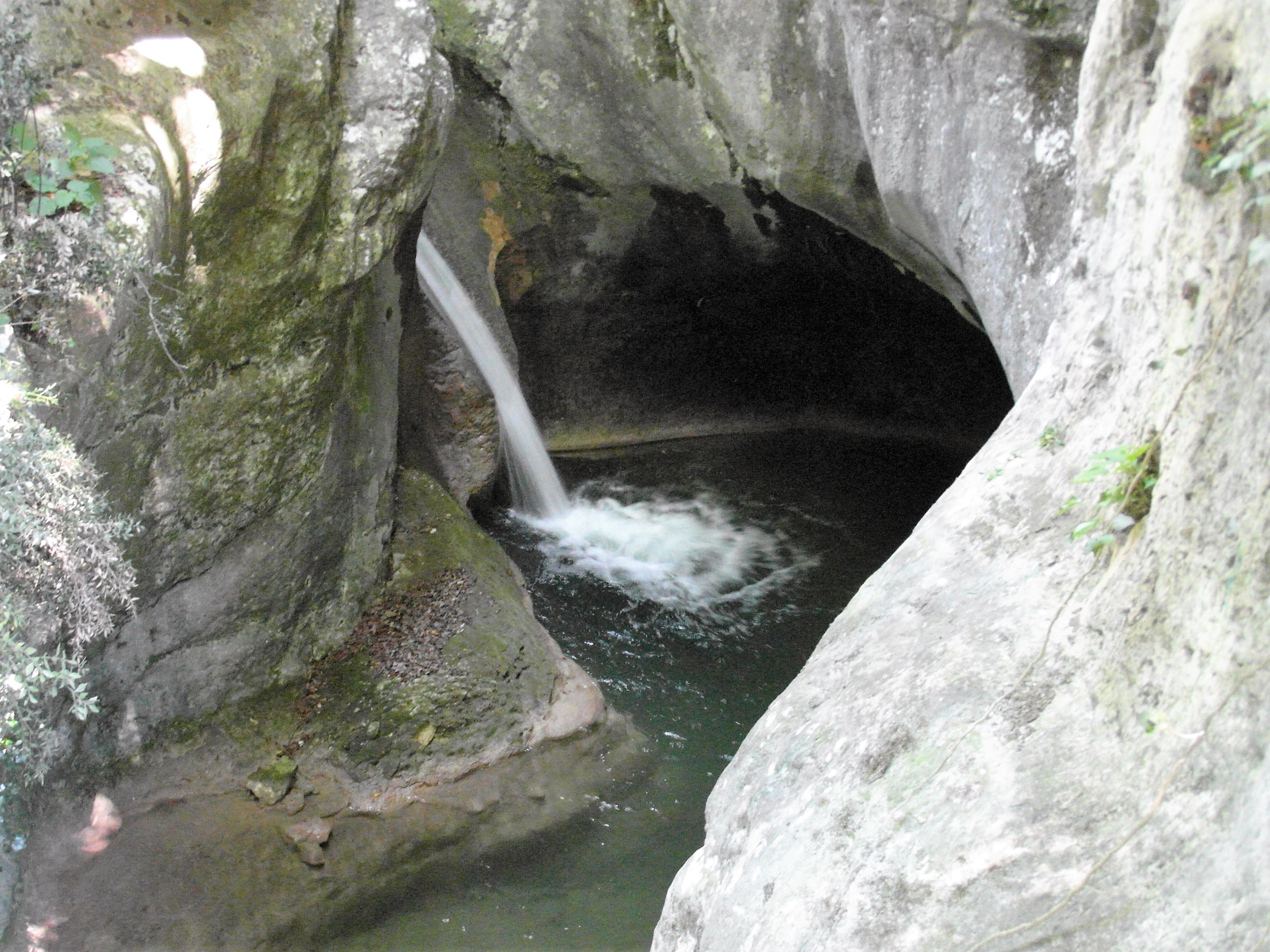
Altra cascata

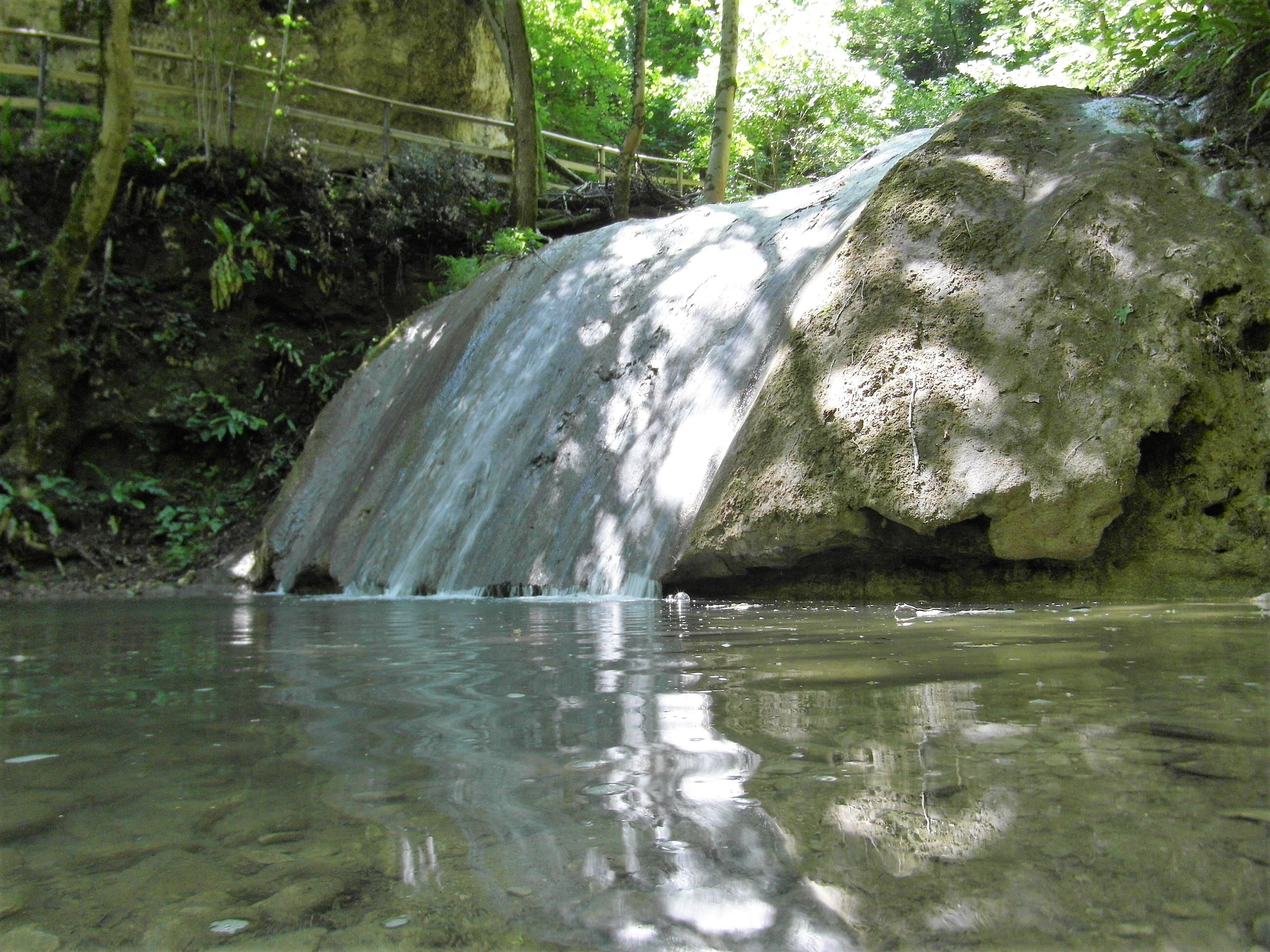
Una delle cascate di Molina

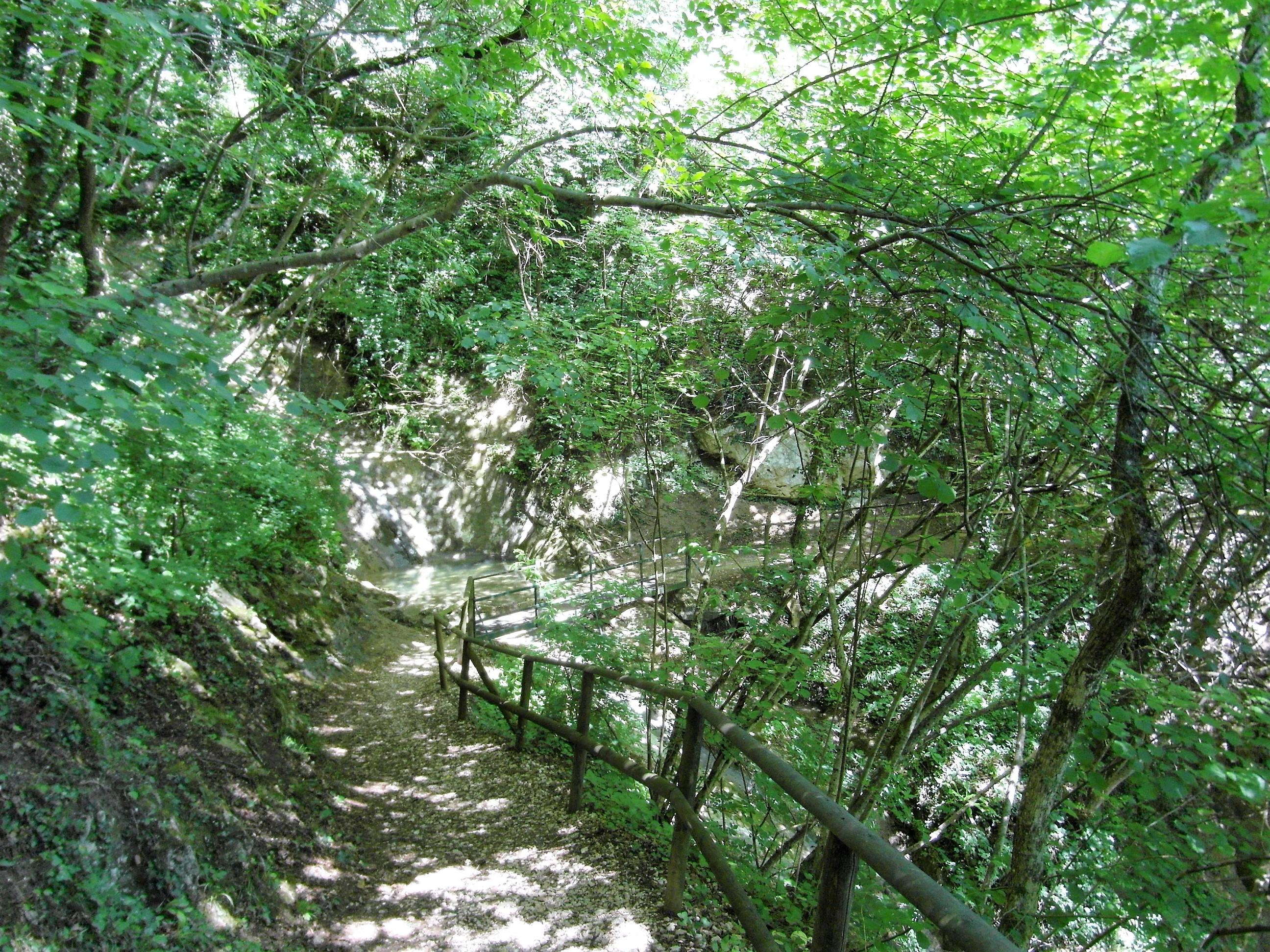
Parte del percorso

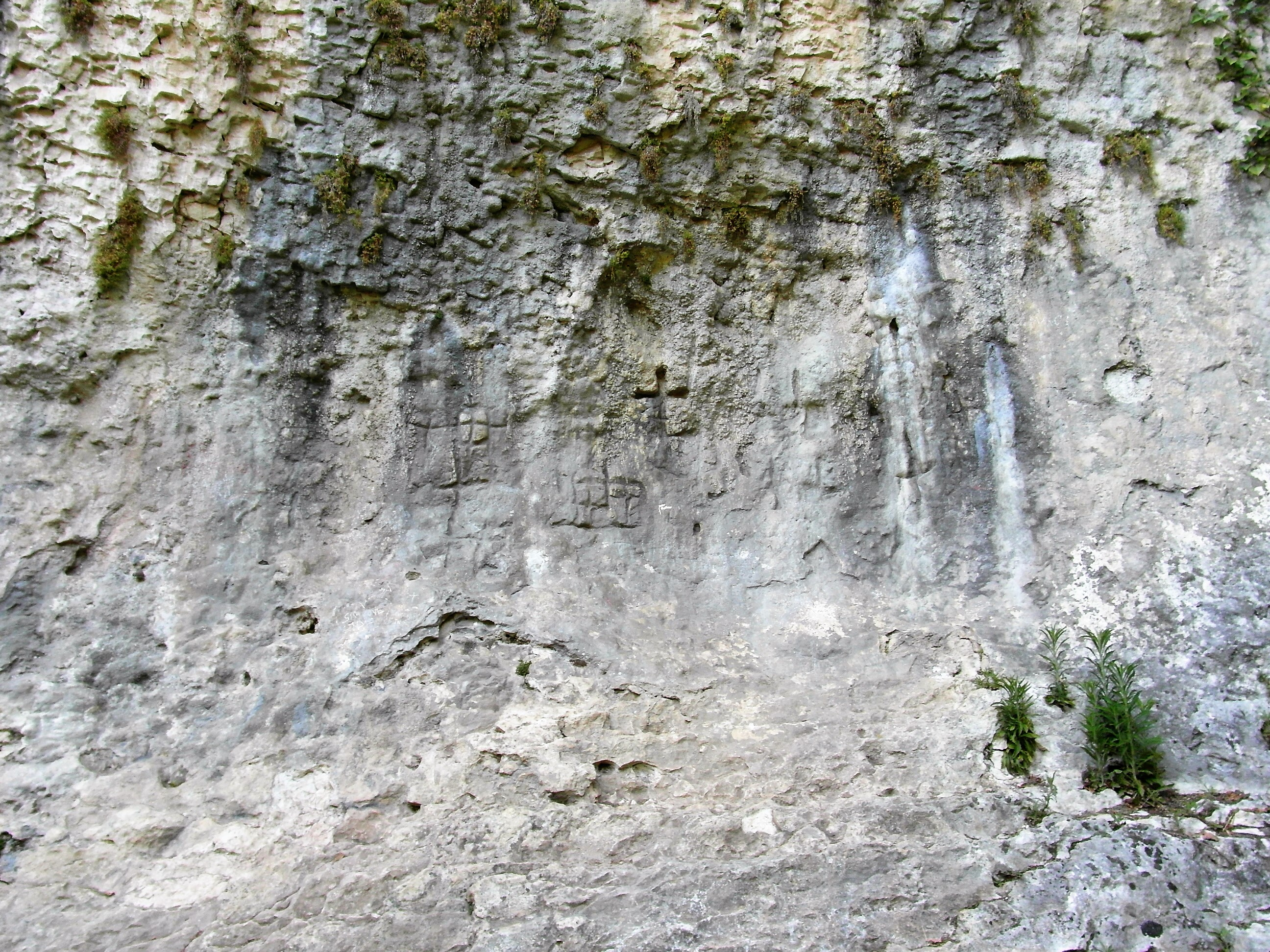
Croci misteriose

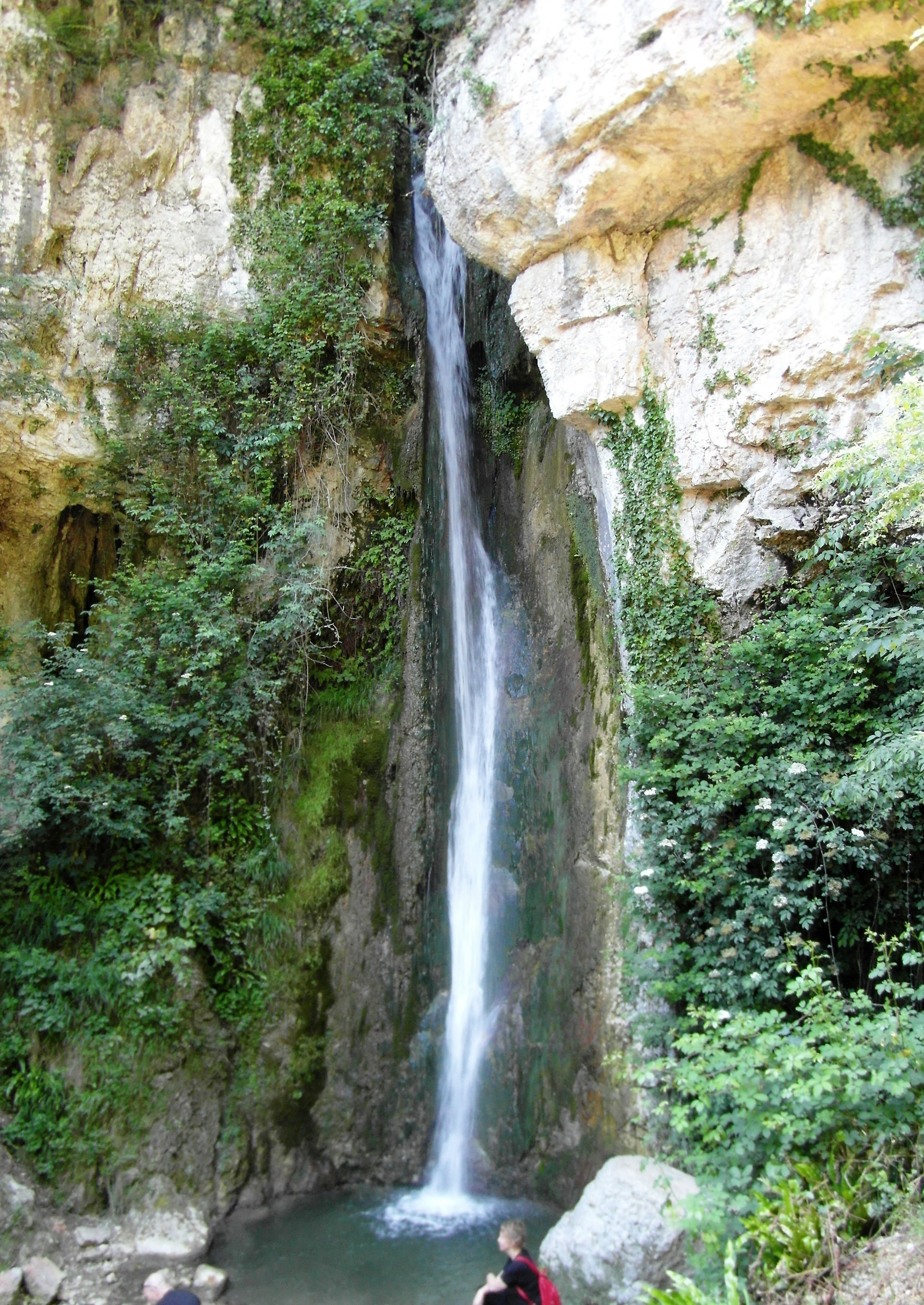
Un'altra cascata

All'interno del parco vi sono le seguenti attrazioni naturali:
- cascata preistorica;
- cascata dell'orso;
- doppio covolo;
- pozzo dell'orso;
- cascata del tombolo;
- cascata del tombolino;
- cascata del marmittone;
- cascata spolverona;
- pozzo tondo;
- grotta delle tette more;
- croci misteriose;
- cascata nera;
- cascata verde;
- grotta della sacchetta.

Oltre a queste vi sono anche alcuni giochi come ad esempio:
- un'altalena panoramica che si infila all'interno di una cascata;
- una teleferica passante sopra ad un rio.

## Nella cultura popolare
Alcuni cantautori hanno scelto di registrare parte dei loro videoclip nel parco; tra questi:
- Quando una stella muore della cantautrice Giorgia;
- Dove è sempre sole dei Modà;
- Oltre i suoi passi dai Sonohra.